# デ・フィネッティの定理
デ・フィネッティの定理（英: de Finetti's theorem）またはデ・フィネッティの表現定理（英: de Finetti's representation theorem）とは確率論における定理であり、ある潜在変数に対し認識論的な確率分布が与えられたという条件の下で、交換可能な観測値は条件付き独立であるということを述べる。定理の名前は発見者の一人であるブルーノ・デ・フィネッティに因む。
交換可能なベルヌーイ変数の列の特別な場合として、独立同分布 (i.i.d.) なベルヌーイ列の「混合」した列がある。交換可能な列の個々の確率変数はそれら自身では i.i.d. ではなく、交換可能なだけだが、その根底には i.i.d. な確率変数の族が存在する。
したがって、列が交換可能であるために観測値が i.i.d. である必要はないが、その背景には一般には観測可能でない i.i.d. である量が存在する。交換可能な列は i.i.d. な列の混合であり、それは必ずしも i.i.d. ではない。

## 背景
ベイズ主義の統計学者はしばしば与えられたデータを条件とした確率変数の条件付き確率分布を求める。確率変数の交換可能性はデ・フィネッティによって導入された。デ・フィネッティの定理は独立性と交換可能性の間の数学的関係を説明する。
確率変数 X の無限列
{\displaystyle X_{1},X_{2},X_{3},\dots \!}
が交換可能 (exchangeable) であるとは、任意の順序に置換した2つの有限の確率変数列 {Xi1, ..., Xin}, {Xj1, ..., Xjn} がいずれも同じ結合分布に従うことをいう。つまり、n を任意の有限な基数とし、i· 同士で互いに異なる有限列 i1, i2, ..., in および j 同士で互いに異なる j1, j2, ..., jn を用意したとき、2つの確率変数の列
{\displaystyle \left\{X_{i_{1}},\dots ,X_{i_{n}}\right\},\,\left\{X_{j_{1}},\dots ,X_{j_{n}}\right\}\!}
が同一の結合分布に従う場合、確率変数 X は交換可能である。
同分布な列が独立であるならば、その列は交換可能である。しかしながら、その逆は成り立たない。交換可能だが独立でない確率変数の例としてポリアの壺モデルが挙げられる。

## 定式化
確率変数 X はベルヌーイ分布に従い、その確率分布は実数 p∈ (0, 1) を用いて Pr(X = 1) = p, Pr(X = 0) = 1 − p と表すことができる。
デ・フィネッティの定理は次のことを述べる：交換可能な任意のベルヌーイ変数の無限列に対する確率分布は独立同分布 (i.i.d.) なベルヌーイ変数の列の分布の混合分布であることを示す。混合とはこの場合、加重平均であることを意味する。ただし、有限であったり可算無限である（つまり離散的である）必要はなく、この加重平均は一般に積分として与えられる。
より正確には、次のように述べることができる。X1, X2, ... をベルヌーイ分布に従う確率変数 X の交換可能な無限列であるとする。また、区間 [0, 1] 上の確率分布 m と m に従う確率変数 Y があるとする。ベルヌーイ列 X1, X2, ... の全体の、与えられた Y の下での条件付き確率分布は次のような性質を持つ。
- X1, X2, ... は与えられた Y の下で条件付き独立（英語版）であり、
- 任意の i ∈ {1, 2, ...} について、与えられた Y の下での Xi = 1 の条件付き確率は Y に等しい。

### 他の定式化
X1, X2, ... をベルヌーイ変数の交換可能な無限列とする。このときベルヌーイ列 X1, X2, ... は与えられた交換可能な（つまり、 X1, X2, ... に関して可測であり、添え字の有限の置換に対して不変な事象の）完全加法族の下で条件付き独立同分布である。

## 拡張
デ・フィネッティの定理の有限な列への拡張が Diaconis と Freedman らおよび Kerns と Szekely らによって、マルコフ連鎖への拡張が同じく Diaconis と Freedman によって与えられた。
配列の部分交換性に関する2つの概念、分割交換可能性 (separate exchangeability) と結合交換可能性 (joint exchangeability) から、配列に対するデ・フィネッティの定理の拡張が Aldous と Hoover らによって与えられている。